# Neocompsa fefeyei
Neocompsa fefeyei är en skalbaggsart som beskrevs av Joly 1991. Neocompsa fefeyei ingår i släktet Neocompsa och familjen långhorningar.
Artens utbredningsområde är Venezuela. Inga underarter finns listade i Catalogue of Life.